# Marconi Stallions Football Club
Maillots
Le Marconi Stallions Football Club est un club australien de football basé à Sydney.
Il évoluait en National Soccer League (NSL), la première division australienne jusqu'à l'arrêt de ce championnat en 2005. Depuis, le Stallions évolue en NSW Premier League le championnat élite de Nouvelle-Galles du Sud, situé un échelon en dessous de la A-League.

## Entraîneur
- 1969 :  Les Scheinflug
- 1974-1976  Ray Richards
- 1979-1986 :  Les Scheinflug
- 1998-1999 :  Frank Farina
- 1999-2001 :  Eddie Krnčević
- 2004-2005 : / Zlatko Nastevski
- 2004-2005 :  Les Scheinflug
- 2013 :  Jean-Paul de Marigny

## Palmarès
- NSL
  - Champion : 1979, 1988, 1989, 1996

- Coupe d'Australie
  - Vainqueur : 1980
  - Finaliste : 1992, 1997

- Le club est classé troisième meilleur club de football océanien du XXe siècle par l'IFFHS[2]

## Anciens joueurs
- Michael Beauchamp
- Alex Brosque
- Nick Carle
- Steve Corica
- Ante Covic
- Frank Farina
- Harry Kewell
- Eddie Krnčević
- Brad Maloney
- Paul Okon
- Mark Schwarzer
- Ufuk Talay
- Archie Thompson
- Michael Thwaite
- Roberto Vieri